# Свитанок (разъезд)
Свитанок (укр. Світанок, также - Васищево) — остановочный пункт Южной железной дороги, находящийся в 4,5 км от села Свитанок. Поезда дальнего следования на этом разъезде не останавливаются.
В рамках демонтажа четного пути в начале 2000-х, была перестроена платформа. Ранее положение двух платформ было островным относительно путей, однако они были демонтированы, а существующая возведена на месте четного пути.

## Название
Существует путаница названий. Во всех документах — Васищево, а на расписаниях — Рассвет. Причина этого в том, что Укрзализныця не завершила процедуру переименования на новое название Рассвет. На табличках на станции указан Свитанок.

## Путевое развитие
Единственный путь перегона Харьков-Балашовский — Зеленый Колодезь.

## Сооружения
Здание кассы, а также уборная.

## Поезда
Участок Харьков-Балашовский — Зеленый Колодезь обслуживается исключительно электропоездами ЭР2, ЭР2Р, ЭР2Т депо РПЧ-1 Харьков. В чётном направлении поезда идут до станции Лосево, в нечётном — до станции Граково.